# Mika Waltari
Mika Waltari (Hèlsinki, Finlàndia, 19 de setembre de 1908 - Hèlsinki, Finlàndia, 26 d'agost de 1979) fou un escriptor finlandès. És un dels escriptors finlandesos més reconeguts internacionalment, conegut especialment per les seves novel·les històriques.
La seva novel·la més coneguda és Sinuhé, l'egipci, publicada el 1945, la qual ha estat adaptada al cinema. Les obres de Waltari han estat traduïdes a més de 30 idiomes.
Waltari fou un autor molt prolífic. Va escriure com a mínim 29 novel·les, 6 col·leccions de poesia, 26 obres de teatre i, a més, diversos guions per a ràdio i cinema, traduccions i cents de ressenyes i articles.